# Marc Rosset
Marc Rosset (Ginevra, 7 novembre 1970) è un ex tennista svizzero.

## Carriera
Dotato di un ottimo servizio, caratteristica che lo accomuna ad altri giocatori di statura elevata, è stato un personaggio carismatico e spesso controcorrente nei suoi atteggiamenti; ha avuto il merito di suscitare un nuovo entusiasmo per il tennis nel suo paese, prima dell'avvento di campioni come Martina Hingis, Roger Federer e Stan Wawrinka. È stato designato membro d'onore da parte dello Swiss Tennis. Nato tennisticamente sulla terra battuta, era in grado di districarsi bene su tutte le superfici, cosa non scontata negli anni '90 dove le superfici erano meno uniformate, pur privilegiando i campi veloci indoor dove ha vinto ben 10 tornei (su 15 totali). Sulla lunga distanza ha espresso il miglior tennis proprio sulla terra vincendo le olimpiadi di Barcellona '92 (unica edizione giocata 3 set su 5 in tutti i turni) e raggiungendo la semifinale al Roland Garros nel 1996. Ha giocato saltuariamente anche il doppio, ottenendo buoni risultati con il connazionale Jakob Hlasek, tra cui la vittoria a Roma e a Parigi nel 1992. Nello stesso anno, sempre assieme a Hlasek, ha portato la Svizzera alla finale di Coppa Davis, persa contro gli Stati Uniti.
Divenuto professionista nel 1988, l'anno seguente si aggiudica il suo primo titolo, nel torneo ATP di Ginevra issandosi da wildcard sino alla finale dove sconfigge Guillermo Pérez Roldán. Nel 1990 continua a progredire nel ranking, giocando particolarmente bene sulla terra battuta europea in primavera. Raggiunge la finale a Madrid e a Bologna, la semifinale a Nizza e i quarti a Montecarlo. Dopo aver raggiunto il 3t a Wimbledon ottiene altre due semifinali nei tornei di casa di Gstaad e Ginevra. A fine anno vince a Lione il secondo torneo in carriera, dominando in finale Mats Wilander, chiudendo la stagione al n. 22 ATP.
Entra per la prima volta nei primi 20 del mondo a inizio '91, con i quarti a Bruxelles e a Key Biscayne mentre ha un calo di rendimento nel resto della stagione. Particolarmente deludente negli Slam, dove perde sempre al 1t, seppur a Parigi da Agassi e a Wimbledon da Edberg. Miglior risultato dell'anno è la semifinale nel ricco torneo di New Haven dove batte Ivan Lendl e Michael Chang e perde da Petr Korda.
Agli Australian Open 1992 raggiunge per la prima volta gli ottavi di finale in uno Slam, perdendo da Jim Courier. Raggiunge anche i quarti ad Adelaide, Scottsdale e Madrid ed il 3t a Montecarlo, Roma e Wimbledon. Presentatosi alle olimpiadi di Barcellona da n. 44 ATP si aggiudica a sorpresa la medaglia d'oro al termine di una drammatica finale contro Jordi Arrese, vinta per 7-6, 6-4, 3-6, 4-6, 8-6 in 5 ore e 12 minuti di partita, dopo aver eliminato in serie Wayne Ferreira, Jim Courier n. 1 del mondo imbattuto sulla terra quell'anno, Emilio Sánchez e Goran Ivanišević. Nella seconda parte di stagione arriva in semifinale a Basilea e vince l'ATP di Mosca. Inoltre trascina, assieme al connazionale Hlasek, la Svizzera in finale di Coppa Davis, eliminando Olanda e Francia in trasferta e Brasile in casa. Nella finale in America, batte nella prima giornata Courier in 5 set, mentre cede il doppio sempre in 5 parziali a Sampras e McEnroe. Chiude da imbattuto in singolare l'edizione (non contando i match a risultato acquisito) e al n. 35 ATP la stagione.
Nel 1993 parte bene vincendo subito l'ATP di Marsiglia. A Indian Wells perde in 3 set lottati da Courier nei quarti. Si aggiudica in seguito altri due titoli a Long Island (eliminando i top20 Pioline, Ivanisevic e Chang) e di nuovo Mosca. Raggiunge le semifinali a Bordeaux e Stoccolma e i quarti a Tolosa e Vienna, issandosi al n. 16 del mondo.
A Marsiglia '94 bissa il titolo dell'anno precedente battendo Stich e Boetsch. Raggiunge la semifinale a Nizza e Bordeaux, la finale a New Haven e i quarti a Basilea. Ancora in Francia vince anche a Lione e gioca la sua prima ed unica finale in un Masters 1000 a Parigi Bercy, dove è Agassi a fermarlo dopo aver eliminato Boris Becker e Michael Chang.
Il 1995 è un anno molto positivo fino a settembre. Vince altri due tornei, sulla terra di Nizza e sull'erba di Halle, unica superficie che gli mancava, dove batte Stich 3-6 7-6 7-6. Raggiunge i quarti di finale ad Amburgo, Praga e New Haven, la semifinale a Gstaad e Long Island e gli ottavi agli US Open. Questi risultati gli consentono di entrare per la prima volta nei primi 10 del mondo, al n. 9, posizione che però non riesce a difendere nei mesi successivi non bastando le semifinali di Tolosa e Mosca a coprire tutti i punti in scadenza. Chiude la stagione al n. 15.
Riparte nella stagione '96 direttamente dagli indoor europei dove ottiene buoni piazzamenti: finale al torneo di Milano, quarti ad Anversa e Rotterdam. Sulla terra, dopo aver vinto con Hlasek la competizione di esibizione a squadre World Team Cup, senza perdere un match in singolare, continua la striscia vincente fino alla semifinale del Roland Garros, suo miglior risultato Slam. Durante il torneo batte lo stesso Hlasek, Stefan Edberg e recupera 2 set al tedesco Karbacher, fermandosi davanti ad un altro tedesco, Michael Stich. Alle olimpiadi di Atlanta, da campione uscente, si ritira nel 2t contro Renzo Furlan. Raggiunge successivamente i quarti a New Haven, Vienna e Parigi-Bercy, dove elimina il n. 1 del mondo Sampras. Chiude l'anno al n. 22 ATP. 
Nel 1997 vince il torneo di Anversa battendo in finale Tim Henman, che invece si prende la rivincita nella finale di Tashkent, si ferma poi in semifinale a Monaco, nei quarti a Marsiglia e Gstaad e al quarto turno al Roland Garros. Dopo un finale di stagione incolore, chiude al n. 31 ATP. 
Nel 1998 gioca bene esclusivamente nella stagione indoor. Nella prima parte è in finale a San Pietroburgo e Anversa ed in semifinale a Spalato; nella final season raggiunge la semifinale a Basilea e Mosca e i quarti a Tolosa. Conferma dunque la trentunesima posizione dell'anno precedente.
Agli Australian Open del 1999 ottiene il suo secondo miglior risultato Slam, battendo il n. 7 del mondo Henman e uscendo nei quarti contro Thomas Enqvist, Conferma il buon momento con la semifinale a Marsiglia e la vittoria a San Pietroburgo ma come l'annata precedente ha un calo di rendimento nella parte centrale della stagione. Raggiunge poi la semifinale a Tolosa, i quarti a Mosca ed il 3t a Bercy. Chiude al 45 ATP.
Il 2000 è l'ultima stagione ad alto livello. Vince altri 2 titoli ATP negli amati indoor: Marsiglia per la terza volta ed in finale su Roger Federer in un match generazionale; a Londra batte ancora Federer, nei quarti, e successivamente Kafelnikov ed Enqvist. Raggiunge anche gli ottavi a Wimbledon (per la prima volta) e la semifinale a Mosca, chiudendo al n. 28 ATP. 
Uscito dalla top100 nel 2001, gioca gli ultimi anni di carriera prevalentemente nel circuito challenger e svolgendo anche il ruolo di capitano di Coppa Davis della squadra svizzera, semifinalista nell'edizione 2003. Si ritira dal tennis nell'ottobre del 2005 a quasi 35 anni.

## Curiosità
- Il 2 settembre 1998 Marc Rosset si sarebbe dovuto trovare sul volo Swissair 111 che collegava New York a Ginevra, caduto nelle acque della Nuova Scozia un'ora dopo il decollo senza lasciare superstiti, ma poco prima della partenza decise di rimandare il ritorno in Svizzera, cambiando il volo.

## Singolare

### Vittorie (15)
| Legenda                     |
| Grande Slam (0)             |
| Tennis Masters Cup (0)      |
| Giochi olimpici (1)         |
| ATP Masters Series (0)      |
| ATP Championship Series (2) |
| ATP Tour (12)               |

| Titoli per superficie |
| Cemento (4)           |
| Terra rossa (3)       |
| Erba (1)              |
| Sintetico (7)         |

| Numero | Data              | Torneo                                   | Superficie     | Avversario in finale   | Punteggio                  |
| 1.     | 17 settembre 1989 | Geneva Open, Ginevra                     | Terra rossa    | Guillermo Pérez Roldán | 6–4, 7–5                   |
| 2.     | 22 ottobre 1990   | Open Sud de France, Lione (1)            | Sintetico      | Mats Wilander          | 6–3, 6–2                   |
| 3.     | 3 agosto 1992     | Olimpiadi di Barcellona                  | Terra rossa    | Jordi Arrese           | 7–6(2), 6–4, 3–6, 4–6, 8–6 |
| 4.     | 16 novembre 1992  | Kremlin Cup, Mosca (1)                   | Sintetico      | Carl-Uwe Steeb         | 6–3, 6–2                   |
| 5.     | 8 febbraio 1993   | Open 13, Marsiglia (1)                   | Sintetico      | Jan Siemerink          | 6–2, 7–6(1)                |
| 6.     | 30 agosto 1993    | Pilot Pen Tennis, Long Island            | Cemento        | Michael Chang          | 6–4, 3–6, 6–1              |
| 7.     | 15 novembre 1993  | Kremlin Cup, Mosca (2)                   | Sintetico      | Patrik Kühnen          | 6–4, 6–3                   |
| 8.     | 7 febbraio 1994   | Open 13, Marsiglia (2)                   | Sintetico      | Arnaud Boetsch         | 7–6(6), 7–6(4)             |
| 9.     | 24 ottobre 1994   | Open Sud de France, Lione (2)            | Sintetico      | Jim Courier            | 6–4, 7–6(2)                |
| 10.    | 24 aprile 1995    | ATP Nizza, Nizza                         | Terra rossa    | Evgenij Kafel'nikov    | 6–4, 6–0                   |
| 11.    | 26 giugno 1995    | Halle Open, Halle                        | Erba           | Michael Stich          | 3–6, 7–6(11), 7–6(8)       |
| 12.    | 24 febbraio 1997  | European Community Championship, Anversa | Cemento indoor | Tim Henman             | 6–2, 7–5, 6–4              |
| 13.    | 15 febbraio 1999  | St. Petersburg Open, San Pietroburgo     | Sintetico      | David Prinosil         | 6–3, 6–4                   |
| 14.    | 14 febbraio 2000  | Open 13, Marsiglia (3)                   | Cemento indoor | Roger Federer          | 2–6, 6–3, 7–6(5)           |
| 15.    | 27 febbraio 2000  | AXA Cup, Londra                          | Cemento indoor | Evgenij Kafel'nikov    | 6–4, 6–4                   |